# Andrzej Mogielnicki (farmakolog)
Andrzej Mogielnicki – polski naukowiec, farmaceuta, doktor habilitowany nauk farmaceutycznych.

## Życiorys
W 2001 ukończył farmację na Akademii Medycznej w Białymstoku. W 2003 pod kierunkiem dr hab. Ewy Chabielskiej z Zakładu Farmakodynamiki AMB obronił pracę doktorską "Ocena roli aktywnych fragmentów angiotensynogenu w doświadczalnej zakrzepicy" uzyskując stopień naukowy doktora nauk farmaceutycznych nadany na Akademii Medycznej w Gdańsku. W 2011 na podstawie osiągnięć naukowych i złożonej rozprawy "Badania nad wpływem nikotynamidu i jego metabolitu N-metylonikotynamidu na układ krążenia i hemostazę" uzyskał stopień naukowy doktora habilitowanego nauk farmaceutycznych. W 2015 odbył staż na Stanford University w ramach programu Top 500 Innovators.
Posiada doświadczenie w pracy w aptece ogólnodostępnej oraz w hurtowni farmaceutycznej. Od 2001 do chwili obecnej zatrudniony w Zakładzie Farmakodynamiki UMB na stanowisku asystenta, a następnie adiunkta. W 2013 pełnił funkcję kierownika Katedry Farmakologii i Toksykologii Uniwersytetu Warmińsko-Mazurskiego w Olsztynie.